# Stele des Narām-Sîn

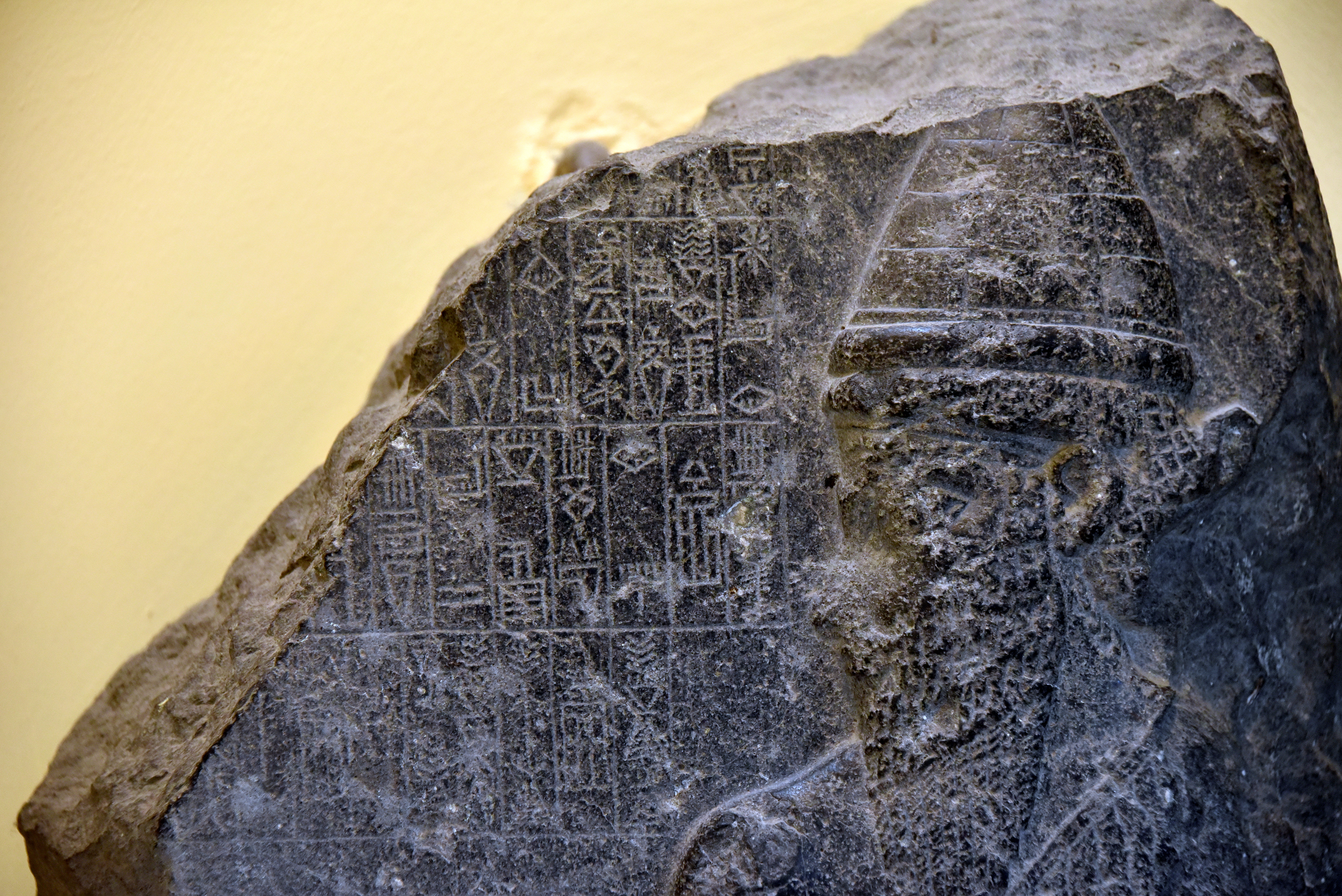
Detail der Stele aus Pir Hüseyin

Die Stele des Narām-Sîn ist eine 57 cm hohe Dioritstele. Sie wurde in Pir Hüssein bei Diyarbakır in der Türkei gefunden. Von ihr sind bisher nur Fragmente bekannt, die im Archäologischen Museum in Istanbul ausgestellt sind. Auf dem akkadzeitlichen Stück ist eine Inschrift des Königs Narām-Sîn angebracht, in welcher einer seiner Siege verherrlicht wird.
Anders als bei der Siegesstele ähnelt diese stilistisch noch stärker der Kunst aus der Regierungszeit Sargons. So sind die Stoffbahnen von Narām-Sîns Gewand nicht herausgearbeitet, sondern einfach in den Stein eingeritzt. Bart- und Kopfhaare sind hingegen bereits deutlich modelliert.